# Sjelon
Sjelon (russisk: Шелонь) er en flod i Pskov og Novgorod oblast i Rusland. Floden har sine kilder i den østlige del af Pskov oblast, og munder ud i søen Ilmen i Novgorod oblast. Ved Sjelon ligger byerne Porkhov og Soltsy.
Slaget ved Sjelon (14. juli 1471) mellem Storfyrstendømmet Moskva og Republikken Novgorod blev udkæmpet mellem byen Soltsy og Sjelons udmunding i Ilmen. Slaget sluttede med sejr til moskovitternes hær ledet af hertug Kholmskij. Som en konsekvens af slaget blev Novgorod indlemmet i Storfyrstendømmet Moskva i 1478.